# Jassem Gaber
Jassem Gaber (Doha, 20 de febrero de 2002) es un futbolista catarí que juega en la demarcación de defensa para el Al-Arabi SC de la Liga de fútbol de Catar.

## Selección nacional
Tras jugar con la selección de fútbol sub-23 de Catar, fue convocado por el seleccionador Félix Sánchez Bas para disputar la Copa Mundial de Fútbol de 2022 con la selección de fútbol de Catar.

## Clubes
| Club        | País  | Año   | Partidos | Goles |
| ----------- | ----- | ----- | -------- | ----- |
| Al-Arabi SC | Catar | 2019- | 52       | 0     |